# Вальдемар Маляк
Вальдемар Маляк (пол. Waldemar Malak, 17 липня 1970 — 13 листопада 1992) — польський важкоатлет.
Бронзовий призер Олімпійських Ігор 1992 року в категорії до 100 кг.